# Llorenç Rifé i Climent
Llorenç Rifé i Climent   (Sant Celoni, 5 de febrer de 1938 - Barcelona, 9 de gener de 2021), també conegut com a Rifé I, va ser un destacat futbolista català dels anys 50 i 60 que jugava a la posició de defensa central.

## Biografia
Va començar la seva trajectòria futbolística als juvenils del CE Poblenou, d'on passar al CE Júpiter i on va debutar a tercera divisió. La temporada 1958-59 va ser fitxat pel CD Comtal, i al desembre d'aquella temporada va pujar al primer equip del FC Barcelona, on estigué 2 temporades. La temporada 1960-61 va estar cedit al Ceuta, però a la temporada 1961-62 tornà al FC Barcelona. Fitxà pel Deportivo de La Coruña la temporada 1962-63 on hi romangué 3 temporades. Al març de 1965 fitxa pel Nàstic de Tarragona on es retirà definitivament del futbol a final de temporada.
És germà del també ex jugador i ex entrenador del FC Barcelona Joaquim Rifé (Rifé II).

## Trajectòria esportiva
- CE Júpiter
- CD Comtal
- FC Barcelona: 1958-1960 i 1961-62
- Atlético Ceuta (cedit)
- Deportivo de La Coruña: 1962-1965
- Gimnàstic de Tarragona: 1965

## Palmarès
- 2 Lliga espanyola de futbol masculina: 1959, 1960.
- 1 Copa espanyola de futbol masculina: 1959.
- 1 Copa de les Ciutats en Fires: 1958-60.